# Маннинен, Сакари
Са́кари Ма́ннинен (фин. Sakari Manninen; род. 10 февраля 1992 года, Оулу, Финляндия) — профессиональный финский хоккеист, центральный нападающий клуба «Женева-Серветт». Олимпийский чемпион 2022 года, двукратный чемпион мира 2019 и 2022 годов. Воспитанник клуба «Кярпят».

## Карьера
Маннинен дебютировал в СМ-лиге, выступая за клуб «Кярпят» в сезоне 2013/14.
В конце сезона 2018/19 стал вторым бомбардиром финского клуба «Йокерит». На его счету в 62 встречах было 48 (20+28) очков, уступил первое место только Йону Норману.
17 мая 2019 года был обменян в уфимский «Салават Юлаев», взамен «Йокерит» получил права на двух финских игроков выступающих в НХЛ — защитника Миро Хейсканена, нападающего Хенрика Боргстрёма, а также денежную компенсацию.
За два сезона 2019/20 и 2020/21 Маннинен сыграл за «Салават» 111 матчей и набрал 83 очка (29+54). В плей-офф в 15 матчах набрал 11 очков (6+5). В сезоне 2020/21, когда главным тренером «Салавата» стал финн Томи Лямся, Сакари выступал в тройке с финнами Теему Хартикайненом и Маркусом Гранлундом.
7 апреля 2021 года стало известно, что «Салават Юлаев» продлил контракт с Манниненом на 2 года. В сезоне 2021/22 сыграл 38 матчей и набрал 32 очка (19+13).
4 марта 2022 года «Салават Юлаев» сделал заявление о том, что Сакари покидает клуб. Контракт расторгнут по обоюдному соглашению сторон.
13 июля подписал однолетний контракт на 750 тыс. долларов с клубом НХЛ «Вегас Голден Найтс». Весь сезон провёл в фарм-клубе «Вегаса» «Хендерсон Силвер Найтс» из АХЛ. В 53 матчах набрал 40 очков (14+26).
Перед сезоном 2023/24 вернулся в Европу, подписав контракт со швейцарским клубом «Женева-Серветт», где выступает давний партнёр Маннинена Теему Хартикайнен. В сезоне 2023/24 помог клубу выиграть Лигу чемпионов, в том числе забросив одну из шайб в финале против шведского «Шеллефтео» (3:2). В чемпионате Швейцарии набрал 41 очко (18+23) в 50 матчах.

### В сборной
С 2016 года регулярно вызывается в национальную сборную Финляндии. В 2018 году был вызван в сборную на Олимпийские игры, где в пяти играх набрал 3 (2+1) очка, а его сборная заняла 6-е место.
В 2019 году в составе сборной Финляндии вышел финал чемпионата мира, где была обыграна сборная Канады (3:1). На всём турнире набрал 11 (2+9) очков в 10 матчах.
На Олимпийских играх 2022 года в 6 матчах набрал 7 очков (4+3) и помог сборной Финляндии впервые в истории выиграть золото. В полуфинале забросил победную шайбу в ворота Словакии. По итогам турнира включён в символическую сборную.
На домашнем чемпионате мира 2022 года набрал 10 очков (6+4) в 10 матчах и второй раз стал чемпионом мира. В финале против канадцев Маннинен забросил победную шайбу в овертайме. По итогам турнира включён в символическую сборную.

## Достижения
Сакари Маннинен в составе сборной Финляндии в 2019 году выиграл Чемпионат мира 2019. Обыграв сборную Канады со счетом 3:1. Главные достижения на момент 2022 года как раз в этом году. Еще за 10 дней до начала 2022 года, Финляндия в финале Кубка Первого канала они одолели Сборную России по хоккею с шайбой в овертайме со счетом 3:2 в OT. Уже в феврале Сборная Финляндии по хоккею с шайбой выиграла Зимние Олимпийские игры 2022 по хоккею с шайбой. Они в финале также обыграли Сборную России по хоккею с шайбой все в том же OT, но уже со счетом 2:1. Чемпионат мира по хоккею с шайбой 2022 переносят из Санкт-Петербурга в Финляндию. Смотря игры, можно было понимать что Финны на уровень выше остальных команд. В финале ЧМ 2022 по хоккею они встречаются со сборной Канады. Финляндия могла победить в основном времени, но на последних минутах встречи, Канада сравнивает и матч переходит в OT. Пару ошибок от Канадцев, и Финны становятся чемпионами Чемпионата мира по хоккею с шайбой 2022.
● Олимпийские игры — в составе сборной Финляндии 6 место.
● Чемпионат мира 2019 — в составе сборной Финляндии 1 место.
● Кубок Первого канала — в составе сборной Финляндии 1 место.
● Олимпийские игры 2022 — в составе сборной Финляндии 1 место.
● Чемпионат мира 2022 — в составе сборной Финляндии 1 место. 
| Год  | Команда | Достижение               | Достижение |
| ---- | ------- | ------------------------ | ---------- |
| 2015 | Кярпят  | Чемпион СМ-лиги          |            |
| 2016 | Кярпят  | Бронзовый призёр СМ-лиги |            |

| Год  | Команда   | Достижение          | Достижение |
| ---- | --------- | ------------------- | ---------- |
| 2019 | Финляндия | Чемпион мира        |            |
| 2022 | Финляндия | Олимпийский чемпион |            |
| 2022 | Финляндия | Чемпион мира        |            |

| Год  | Команда | Достижение                     | Достижение |
| ---- | ------- | ------------------------------ | ---------- |
| 2012 | Хокки   | Лучший новичок месяца (ноябрь) |            |